# Església de Sant Pau d'Ordal
Sant Pau d'Ordal és una església al nucli de Sant Pau d'Ordal al terme municipal de Subirats (Alt Penedès) protegida com a bé cultural d'interès local. L'església existia ja el 1059 i depenia dels senyors de Subirats, que el 1095 la cediren al monestir de Sant Sebastià dels Gorgs. Al segle xv, passà a mans de Montserrat fins que a principis del segle xx es fusionà amb el terme de Subirats, del que ja depenia originàriament.
Església d'una sola nau rectangular amb absis, porta adovellada i campanar a l'esquerra de la façana, molt modificada el 1910, quan s'amplià. De la primitiva obra romànica resten molts vestigis als murs, fets de grans carreus regulars. Es conserva una pica baptismal d'immersió d'època romànica situada al mur, entrant a l'església a mà dreta. El campanar és quadrat amb quatre arcs fets de carreus de pedra ben escairats, i el portal d'entrada, també d'època romànica, és adovellat. Al costat de l'església, entrant per l'arc de l'antiga rectoria, s'hi troba una tomba antropomorfa. És exempt de pedra picada buidat interiorment (encara que és semblant als d'Olèrdola i Sant Pere Molanta, no s'ha de confondre amb les tombes antropomòrfiques excavades en sòl petri). Als seus peus hi ha un tros trencat.
La pica baptismal té un perfil gairebé esfèric amb peu atalussat de 20 cm d'alçada i entornat per un bordó. L'interior del vas és tetralobulat, característica única en tot el Penedès. Aquesta pica fou localitzada any enrere tapiada en una paret de l'església, ignorant-se fins aleshores la seva existència. Lamentablement en ser descoberta mancava un tros (una quarta part, aproximadament, de la part superior del vas) i barroerament s'optà per encastar-la a la paret del baptisteri de la que en sobresurt tot just la meitat.
A la part superior s'observen dos bordons que l'encerclen de 3 i 5 cm de diàmetre respectivament. Entre el cos i el peu hi ha un tercer bordó de 5 cm de diàmetre. A la superfície determinada pel gruix de la pica hi ha una sanefa que segueix la forma tetralobulada del vas, composta per un seguit de triangles capiculats rebuidats a la pedra.
A la part lateral del vas veiem una inscripció que diu: GURCO ME FECIT, que s'ha postulat que correspon al constructor de la pica.